# اندیس ده خزل
ده خزل یک اندیس غیرفلزی است که در حوالی شهر کرمانشاه استان کرمانشاه قرار دارد و مادهٔ معدنی موجود در آن، هماتیت است. سنگ میزبان این اندیس دیوریت و تراکیت است و دیرینگی آن به دوران ژوراسیک می‌رسد. در این اندیس، پاراژنز‌های گوتیت-لیمونیت یافت می‌شوند.